# Wheel of Brisbane

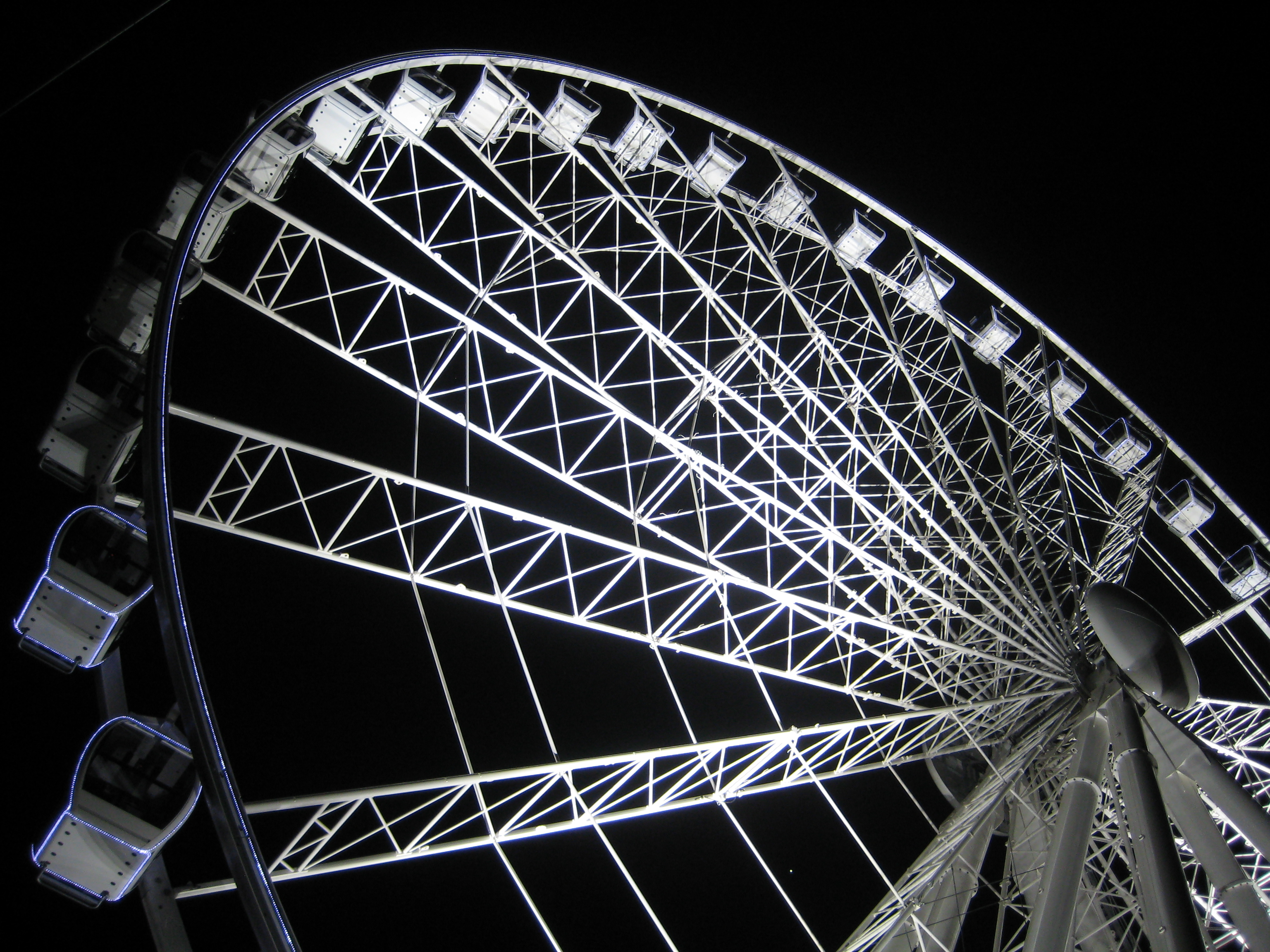
Vue de la Wheel of Brisbane de nuit.

La Wheel of Brisbane est une grande roue de la ville de Brisbane, dans le Queensland, en Australie. Ouverte en 2008, elle est haute de 60 mètres.
Quelques mois après sa mise en service, il est envisagé de ne pas pérenniser cette attraction au-delà d'une période d'essai de deux années du fait de sa faible fréquentation par les touristes.
Depuis 2017, une passerelle piétonne relie la grande roue au casino de Queen's Wharf, établissant ainsi un chemin direct de la roue à la roulette.